# Violet (pel·lícula)
Violet és una pel·lícula de coproducció hispano-estatunidenca del 2013 dirigida per Luiso Berdejo. Es tracta d'una producció independent produïda pel mateix director, Tatti Films i Kowalski Films.

## Sinopsi
Alex és un jove espanyol que viu en Santa Monica (Califòrnia). Un dia, ell s'enamora de la imatge d'una noia a través d'una foto d'una vella Polaroid, i decideix emprendre la seva cerca, sense tenir ni idea de qui és, el seu parador o quant temps fa que es va fer la foto … A mesura que passen els dies, la cerca portarà a Alex fins al seu avi mort a qui tant estimava, i fins als racons més secrets i autèntics de la seva ànima.

## Repartiment
- Junio Valverde - Alex
- Miriam Giovanelli - Imatge
- Leticia Dolera - Noia
- Ricardo Darín - Avi
- Carlos Bardem - Consultor
- Erik Palladino - Erik
- Christian Rodrigo - Christian

## Nominacions
Fou nominada al premi Irizar de la secció Zabaltegi del Festival Internacional de Cinema de Sant Sebastià 2013, i al premi Noves Visions del Festival Internacional de Cinema Fantàstic de Catalunya. Als XXIII Premis de la Unión de Actores Leticia Dolera fou nominada al Millor actriu protagonista.